# مؤامرة بالميرو
مؤامرة بالميرو التي وقعت في عام 1828 هي مؤامرة فاشلة للإطاحة بالحكومة الاستعمارية الإسبانية في الفلبين. وقد حجبت الحكومة الإسبانية المزيد من المعلومات حول هذه المؤامرة.

## الخلفية
في عام 1823، أعلن النظام، الذي أتى من إسبانيا، أن ضباط الجيش المكلفين في شبه جزيرة (إسبانيا) ينبغي إعطاؤهم الأولوية عن جميع الذين عينوا في المستعمرات. وكان هذا هو رد فعل مدريد على سلسلة الحروب التي اندلعت ضد الحكم الإسباني والتي كانت تُعرف باسم حروب الاستقلال الإسبانية الأمريكية. كان العديد من ضباط الجيش الكريول أعلى مرتبة من نظرائهم في شبه الجزيرة. قام نقيب من الكريول يدعى أندريس نوفاليس بتدبير تمرد ولكن تم قمعه نتيجة لعدم تنازل قلعة سانتيجو له ولرجاله الذين كان قوامهم 800 رجل. لم تلحظ مدريد السخط المتزايد في الفلبين، آخر أكبر مستعمرة خاضعة للحكم الإسباني في قارة آسيا. في عام 1828، أصبحت الأمور أكثر سوءًا عندما جرى أيضًا الاستعاضة عن الموظفين العموميين، وبشكل أساسي حكام المقاطعات، برجال من شبه الجزيرة.

## المؤامرة
في عام 1828، خطط اثنان من الأخوة بالميرو، وهما فردان ينتميان لأبرز العشائر في الفلبين، بجانب أشخاص آخرين من الجيش والخدمة المدنية على حد سواء، للاستيلاء على الحكومة. وكان ذلك بداية ظهور الأخوين بالميرو، الذي كان من أشهر أحفاد أحدهما مارسيلو أزكاراجا بالميرو، وعندما اكتشفت الحكومة الإسبانية الخطة، اعتقدت أنه من الحكمة عدم إبلاغها للشعب. كانت المؤامرة نفسها ستضع الحكومة في موقف حرج نظرًا لأن المتآمرين كانوا من الإسبان ويبدو أن الإسبان أنفسهم يرغبون في إسقاط سلطة إسبانيا في البلاد. وتم نفي المتآمرين الرئيسيين خارج البلاد.